# Daviscupový tým Polska
Daviscupový tým Polska reprezentuje Polsko v Davisově poháru od roku 1925 pod vedením národní tenisové federace Polski Związek Tenisowy.

## Historie
V roce 2013 postoupilo Polsko z evropskoafrické zóny skupiny 1 do baráže, kde narazilo na Austrálii. V září 2015 se dostalo po vítězství 3:2 v baráži nad Slovenskem poprvé v historii do světové skupiny Davis Cupu.

## Aktuální tým
- Łukasz Kubot
- Michał Przysiężny
- Marcin Matkowski
- Mariusz Fyrstenberg

### Související článek
- Davis Cup